# Dime Tasovski
Dime Tasovski (en macédonien : Диме Тасовски), né le 8 novembre 1980, à Vélès, dans la République socialiste de Macédoine, est un joueur macédonien de basket-ball. Il évolue au poste d'ailier.

## Palmarès
- Coupe de Macédoine 2005, 2006
- Ligue internationale de basket-ball des Balkans 2011